# Državna cesta D20
D20 je državna cesta u Hrvatskoj. Ukupna duljina iznosi 50,4 km.